# Chelifera scrotifera
Chelifera scrotifera är en tvåvingeart som beskrevs av Axel Leonard Melander 1947. Chelifera scrotifera ingår i släktet Chelifera och familjen dansflugor.
Artens utbredningsområde är Alaska. Inga underarter finns listade i Catalogue of Life.